# CrystalDiskInfo
CrystalDiskInfo — безкоштовна утиліта з відкритим вихідним кодом, що розробляється програмістом з Японії Норіюкі Міядзакі (Noriyuki Miyazaki, нік hiyohiyo). Призначена для діагностики роботи жорстких дисків та твердотільних накопичувачів ПК . У процесі роботи програми відображається загальна інформація, ведеться моніторинг значень S.M.A.R.T., А також здійснюється постійний контроль температури диска.

## Історія версій
Основні зміни у версіях програми:
- 1.0.0 (22 травня 2008) — перша версія програми[5] ;
- 2.0.0 (20 листопада 2008) — додано управління AAM / APM та підтримка дисків SSD та USB / IEEE 1394[6] ;
- 2.7.0 (6 травня 2009) — додана підтримка Windows 7 (RC1);
- 4.0.0 (15 травня 2011) — додано сповіщенняелектронною поштою[7];
- 5.0.0 (16 червня 2012) — додано редакцію Shizuku Edition;
- 5.1.0 (24 листопада 2012) — додано підтримку Windows 8 та Windows Server 2012;
- 6.2.2 (5 грудня 2014) — додано попередню підтримку Windows 10;
- 6.3.2 (1 квітня 2015) — додано нові теми, змінено ліцензію з BSD на MIT;
- 6.5.2 (14 червня 2015) — доданий період автооновлення;
- 6.6.1 (14 грудня 2015) — додано підтримку нових пристроїв;
- 6.7.5 (3 лютого 2016) — нові пристрої, виправлені помилки;
- 7.0.5 (1 січня 2017) — виправлення та покращення.
- 7.1.1 (04 серпня 2017) — виправлення та покращення.
- 7.2.0 (28 жовтня 2017) — виправлення та покращення.
- 7.5.2 (21 лютого 2018) — виправлення та покращення.
- 7.6.0 (22 березня 2018) — виправлення та покращення.
- 7.8.0 (08 травня 2018) — виправлення та покращення.
- 8.0.0 (20 листопада 2018) — виправлення та покращення.
- 8.1.0 (22 квітня 2019) — виправлення та покращення.
- 8.2.0 (30 червня 2019) — виправлення та покращення.
- 8.2.1 (5 серпня 2019) — виправлення та покращення.
- 8.2.2/8.2.3 (11 серпня 2019) — виправлення та покращення.
- 8.2.4 (18 серпня 2019) — додано підтримку Windows Server 2019 та Windows 10 Pro Workstation/Education.
- 8.3.x (12 листопада 2019) — додано підтримку AMD-RAIDXpert2 (для SATA), додано підтримку ARM версії Windows.
- 8.4.x (19 січня 2020) — додано підтримку контролерів MegaRAID SAS PERC 5/6, покращено підтримку технології Storage Spaces для твердотільних накопичувачів з протоколом NVMe.
- 8.5.x (4 травня 2020) — оновлено інтерфейс користувача.
- 8.6.x (13 червня 2020) — додано підтримку теми Windows 10 Dark Mode, швидке збереження даних у текстовому та графічному вигляді, швидке копіювання серійного номера пристрою та версії прошивки з основного меню.
- 8.7.x (11 липня 2020) — додані підтримка Intel RST NVMe RAID та Intel Optane Memory.
- 8.8.x (29 серпня 2020) — додана підтримка сектора 4K. Додано звіти про функцію TRIM та про включений енергозалежний спосіб кешування для твердотільних накопичувачів NVMe. Додано звіт про поточний рівень гелію (ідентифікатор атрибуту 0x16) для жорстких дисків. Додано чорний список моста USB-ATA (VID = 0x05E3, PID = 0x0702).
- 8.9.x (15 грудня 2020) — покращена підтримка ClearType.
- 8.10.x (23 січня 2021) — змінено діалогове меню установки/видалення програми.
- 8.11.x (11 лютого 2021) — покращена сумісність із повноекранним додатком.
- 8.12.x (21 березня 2021) — покращена підтримка Windows 11.
- 8.13.x (26 листопада 2021) — переведено на Visual Studio 2022, додано підтримку до 80 пристроїв одночасно.
- 8.14.x (15 січня 2022) — виправлені помилки.
- 8.15.x (5 лютого 2022) — додано підтримку AMD RAIDXpert2 (для NVMe та SATA) з використанням AMD_RC2t7;
- 8.16.x (27 березня 2022) — додано підтримку SMTPS для функції сповіщення електронною поштою;
- 8.17.x (16 червня 2022) — покращена підтримка Intel RST у Windows 11 22H2 Insider Preview. Додано підтримку розміру сектора 1024 байт;
- 9.0.x (30 травня 2023) — додано підтримка Intel VROC.

## Можливості
Головне вікно утиліти відображає встановлені жорсткі диски, загальну інформацію вибраного диска (технічний стан і температуру) та його S. M. A. R. T. атрибути — загалом понад 25 параметрів роботи. Основні можливості програми:
- Підтримка зовнішніх USB-дисків;
- Моніторинг стану здоров'я та температури;
- Сповіщення електронною поштою;
- Графік S. M. A. R. T. даних;
- Керування налаштуваннями енергозбереження (APM) та шумоподавлення (AAM).

Попередження про технічний стан і температуру відображається кольорами:
- Добре: Синій (зелений);
- Увага: Жовтий;
- Погано: Червоний;
- Невідомо: Сірий.

## Нагороди
- У 2008 році, за підсумками опитування, проведеного в Японії, утиліта отримала премію «Windows Forest Award 2008», набравши найбільшу кількість читацьких голосів[10].
- Журнал Hard'n'Soft в квітневому номері 2010 оцінив CrystalDiskInfo 3.5.1 в 5 балів з 5[11].
- Журнал «Домашний ПК» у жовтневому номері 2011 року оцінив CrystalDiskInfo 4.0.2 у 5 балів із 5 та присудив нагороду «Вибір редакції»[8].

## Відгуки і критика
У більшості випадків утиліта має позитивні оцінки . Згідно з опитуванням на сайті SourceForge.JP, середня оцінка утиліти за п'ятибальною шкалою становить 4.8 бали. Журнал ComputerBild відзначає такі переваги програми, як достовірність інформації, що надається, і підтримка великої кількості дисків, чи то внутрішні або зовнішні . Така універсальність дає утиліті перевагу перед аналогічним софтом від виробників жорстких дисків, тому що в одній системі можуть працювати жорсткі диски від різних виробників, а фірмові утиліти працюють лише зі своїми пристроями . Крім того, як зазначає журнал Chip, CrystalDiskInfo — одна з небагатьох програм, здатних зрозуміти всі S.M.A.R.T.-атрибути SSD дисків, оскільки виробники таких накопичувачів не мають єдиної системи моніторингу цих показників. Також журнал Hard'n'Soft звертає увагу на те, що утиліта не залишає слідів у реєстрі, а можливість керувати живленням і шумом напевно сподобається власникам ноутбуків .
Проте утиліта має й низку недоліків. Так, відображаючи перелік атрибутів S.M.A.R.T., утиліта не дає пояснення про значення та важливість того чи іншого параметра, а журнал «Домашний ПК» назвав меню і налаштування утилити дещо заплутанними.

### Порівняння
Оцінки аналогічних програм за п'ятибальною шкалою, за версією журналу Hard'n'Soft від квітня 2010:
|                                       | Функціональність | Зручність використання | Безкоштовність | Підсумкова оцінка |
| ------------------------------------- | ---------------- | ---------------------- | -------------- | ----------------- |
| CrystalDiskInfo 3.5.1                 | 5                | 4                      | так            | 5                 |
| HDDlife Professional 3.1.1.68         | 4                | 5                      | ні             | 4,5               |
| HDD Health 3.3 Beta                   | 4                | 4                      | так            | 4                 |
| Active@ Hard Disk Monitor 1.5.20 Free | 5                | 5                      | так            | 5                 |
| HD Tune Pro 4.01                      | 4,5              | 5                      | ні             | 4                 |
| Hard Drive Inspector 3.50             | 4                | 5                      | ні             | 4,5               |
| DTemp 1.00                            | 3                | 4                      | так            | 4                 |

## Розповсюдження
CrystalDiskInfo користується популярністю в багатьох країнах (США, Німеччина та ін), але найбільшу має в Японії. Багато комп'ютерних журналів («Домашній ПК», «Залізо», ComputerBild, «Chip», «Hard'n'Soft» та ін.) додають цю утиліту у свої DVD-програми.

### Редакції
Утиліта поширюється у трьох редакціях:
- Standard Edition — інсталяційна версія.
- Shizuku Edition — аніме-стилізована версія з озвучкою японською від міс Суісе Сідзуку (Suisho Shizuku).
- Kurei Kei Edition — аніме-стилізована версія з персонажем Курей Кей (Kurei Kei), що говорить голосом сейю Суміре Уесака.[21]

## Системні вимоги
|                    | Мінімальні   | Рекомендовані                                                        |
| ------------------ | ------------ | -------------------------------------------------------------------- |
| Операційна система | Windows 2000 | Windows XP / 7 / 8 / 10 Windows Server 2003/2008/2012/2016 [x86/x64] |
| Internet Explorer  | 6.0          | 8.0 або вище                                                         |
| . NET Framework    |              | 2.0 або вище (потрібно для поштових сповіщень)                       |

- CrystalDiskInfo не підтримує ОС Windows 95/98/Me/NT4, а для роботи потрібні права адміністратора[22].

## Відгуки та критика
- Real (7 вересня 2009). Обзор программы для мониторинга накопителей CrystalDiskInfo. MegaObzor.com. Процитовано 17 лютого 2015.
- Чумаченко, Владимир (28 жовтня 2011). CrystalDiskInfo – программа для диагностики жёсткого диска. Лучшие программы для интернета. Процитовано 17 лютого 2015.[недоступне посилання з февраля 2021]
- CrystalDiskInfo. Softpedia (англ.). Процитовано 25 березня 2015.
- https://crystaldisk.ru/. Полный обзор всех функций и возможностей программы.
- https://crystaldisk-rus.ru/lechenie-nestabilnyh-sektorov/ Лечение нестабильных секторов на жестком диске и не только.